# Tony Jay
Tony Jay (London, 1933. február 2. – Los Angeles, 2006. augusztus 13.) brit–amerikai színész. 

## Élete és pályafutésa
Londonban született. A Pinner County Gimnáziumba járt, majd 1953-ban teljesítette nemzeti szolgálatát a Királyi Légierőnél. Később így emlékezett vissza: „Mindig színész voltam az iskolában”. Ennek ellenére egy ingatlanvállalkozás anyagi biztonsága mellett döntött. 
1966 körül költözött Dél-Afrikába, miután hallott a munkakörében rejlő lehetőségekről. 1973-ban elhagyta Dél-Afrikát, hogy visszatérjen Angliába. 1986-ban az Amerikai Egyesült Államokba költözött.

## Fordítás
Ez a szócikk részben vagy egészben  a   Tony Jay című angol Wikipédia-szócikk ezen változatának fordításán alapul.  Az eredeti cikk szerkesztőit annak laptörténete sorolja fel. Ez a jelzés csupán a megfogalmazás eredetét és a szerzői jogokat jelzi, nem szolgál a cikkben szereplő információk forrásmegjelöléseként.